# Djurens parti
Djurens parti (DP), var ett svenskt djurrättsparti, bildat 2014 som ställde upp i valen 2014 och 2018. Partiet ville föra in djurfrågor i politiken och verka för en mer miljö- och djurvänlig kött- och pälsindustri. I ett inlägg på Facebook den 14 juli 2022 meddelade styrelsen att "partiet är satt på paus".

## Politiskt program
Partiet ville verka för djurrättsfrågor i Sverige och även internationellt.

## Historia
Djurens parti bildades den 14 februari 2014 på initiativ av Johanna Parikka Altenstedt med inspiration från det nederländska djurrättspartiet Partij voor de Dieren. Partibeteckningen registrerades hos Valmyndigheten den 19 februari 2014.

## Organisation
Djurens parti hade inledningsvis två partiledare, men sedan 2015 endast en. Från årsmötet 2017 var Simon Knutsson partiledare och Therese Ericsson partisekreterare. Partiet hade ett antal lokalavdelningar, men inga mandat i några folkvalda församlingar.

## Valresultat

### Riksdagsval
Partiet deltog i Riksdagsvalet 2014 samt kommun- och landstingsval utan att valresultatet räckte till något mandat. Partiet fick sammanlagt 4 093 röster i valet, vilket gjorde partiet till det 13:e största nationella partiet i Sverige, före Kristna Värdepartiet men efter Svenskarnas parti.
Partiet deltog i Riksdagsvalet 2018 och fick sammanlagt 3 648 röster vilket motsvarar 0,06% av rösterna.

### Europaparlamentsval
Partiet deltog i Europaparlamentsvalet 2014 med Jeanette Thelander som förstakandidat, men vann inga mandat. Partiet fick sammanlagt 8 773 röster, vilket gjorde partiet till det 12:e största nationella partiet i Sverige, före Klassiskt liberala partiet, men efter Junilistan.
I Europaparlamentsvalet 2019 fick partiet 4 105 röster (0,10%).